# Quatrième circonscription du Loiret
La quatrième circonscription du Loiret est une circonscription législative créée en 1958 puis modifiée par la Loi Pasqua de 1986 et par le redécoupage électoral de 2010.
Elle est représentée dans la XVIe législature par Thomas Ménagé, député du Rassemblement national.

## Description géographique et démographique

### De 1958 à 1986
La quatrième circonscription du Loiret était composée de :
- canton de Briare
- canton de Châteaurenard
- canton de Châtillon-Coligny
- canton de Châtillon-sur-Loire
- canton de Courtenay
- canton de Gien
- canton de Montargis

Source : Journal Officiel du 14-15 Octobre 1958.

### De 1988 à 2010
La quatrième circonscription du Loiret était composée de :
- canton d'Amilly
- canton de Briare
- canton de Châlette-sur-Loing
- canton de Châteaurenard
- canton de Châtillon-Coligny
- canton de Châtillon-sur-Loire
- canton de Courtenay
- canton de Gien
- canton de Montargis

Source : Journal Officiel du 14-15 Octobre 1958.

### Depuis 2012
À la suite de l'ordonnance no 2009-... (à compléter suivant le modèle des autres circonscriptions), la quatrième circonscription du Loiret représente l'est du département. Elle regroupe les cantons suivants :
- canton d'Amilly,
- canton de Châlette-sur-Loing,
- canton de Château-Renard,
- canton de Châtillon-Coligny,
- canton de Courtenay,
- canton de Ferrières-en-Gâtinais,
- canton de Montargis.

Tous ces cantons sont administrativement rattachés à l'arrondissement de Montargis. Les cantons de Bellegarde et de Lorris, autres cantons de l'arrondissement, sont rattachés à la 5e circonscription.

### Entre 1986 et 2012
La Loi Pasqua a défini la quatrième circonscription comme étant composée des cantons suivants :
- canton d'Amilly,
- canton de Briare,
- canton de Châlette-sur-Loing,
- canton de Château-Renard,
- canton de Châtillon-Coligny,
- canton de Châtillon-sur-Loire,
- canton de Courtenay,
- canton de Gien,
- canton de Montargis.

Ces deux derniers cantons lui donnent le surnom de circonscription de Montargis-Gien.
La différence notable avec la formation actuelle de la circonscription est l'apparition des cantons de Briare, Châtillon-sur-Loire et de Gien (désormais partie de la 3e circonscription) et l'absence du canton de Ferrières-en-Gâtinais (à l'époque en 5e circonscription).

## Historique des résultats
| Législature | Début de mandat | Fin de mandat  | Député           | Parti politique | Observations                                                                           |
| ----------- | --------------- | -------------- | ---------------- | --------------- | -------------------------------------------------------------------------------------- |
| IXe         | 23 juin 1988    | 1er avril 1993 | Xavier Deniau    | RPR             |                                                                                        |
| Xe          | 2 avril 1993    | 21 avril 1997  | Xavier Deniau    | RPR             | Mandat écourté à la suite d'une dissolution parlementaire décidée par Jacques Chirac.  |
| XIe         | 12 juin 1997    | 18 juin 2002   | Xavier Deniau    | RPR             |                                                                                        |
| XIIe        | 19 juin 2002    | 19 juin 2007   | Jean-Pierre Door | UMP             |                                                                                        |
| XIIIe       | 20 juin 2007    | 19 juin 2012   | Jean-Pierre Door | UMP             |                                                                                        |
| XIVe        | 20 juin 2012    | 20 juin 2017   | Jean-Pierre Door | UMP             |                                                                                        |
| XVe         | 21 juin 2017    | 21 juin 2022   | Jean-Pierre Door | LR              |                                                                                        |
| XVIe        | 22 juin 2022    | 9 juin 2024    | Thomas Ménagé    | LAF             | Mandat écourté à la suite d'une dissolution parlementaire décidée par Emmanuel Macron. |
| XVIIe       | 8 juillet 2024  | En cours       | Thomas Ménagé    | LAF             |                                                                                        |

## Résultats des élections

### Élections de 1958
| Candidat       | Candidat                | Parti          | Premier tour | Premier tour | Second tour | Second tour |  |
| Candidat       | Candidat                | Parti          | Voix         | %            | Voix        | %           |  |
| -------------- | ----------------------- | -------------- | ------------ | ------------ | ----------- | ----------- |  |
|                | Robert Szigeti élu      | Rad            | 15 041       | 35,54        | 18 228      | 42,37       |  |
|                | Max Nublat              | PCF            | 9 696        | 22,91        | 11 631      | 27,03       |  |
|                | Alfred Lebert           | UNR            | 7 328        | 17,32        | 13 164      | 30,6        |  |
|                | Pierre de Félice        | Radsoc         | 4 581        | 10,83        | Retrait     | Retrait     |  |
|                | Pierre Schmitt          | UFF            | 3 206        | 7,58         | Retrait     | Retrait     |  |
|                | Yves Goëau-Brissonnière | SFIO           | 2 466        | 5,83         | Retrait     | Retrait     |  |
|                |                         |                |              |              |             |             |  |
| Inscrits       | Inscrits                | Inscrits       | 58 729       | 100,00       | 58 726      | 100,00      |  |
| Abstentions    | Abstentions             | Abstentions    | 14 893       | 25,36        | 14 663      | 24,97       |  |
| Votants        | Votants                 | Votants        | 43 836       | 74,64        | 44 063      | 75,03       |  |
| Blancs et nuls | Blancs et nuls          | Blancs et nuls | 1 518        | 3,46         | 1 040       | 2,36        |  |
| Exprimés       | Exprimés                | Exprimés       | 42 318       | 96,54        | 43 023      | 97,64       |  |

Le suppléant de Robert Szigeti était René Courtois, expert agricole près la Cour d'Appel.

### Élections de 1962
| Candidat       | Candidat                | Parti          | Premier tour | Premier tour | Second tour | Second tour |  |
| Candidat       | Candidat                | Parti          | Voix         | %            | Voix        | %           |  |
| -------------- | ----------------------- | -------------- | ------------ | ------------ | ----------- | ----------- |  |
|                | Xavier Deniau élu       | UNR-UDT        | 13 703       | 37,87        | 19 013      | 49,24       |  |
|                | Robert Szigeti sortant  | Rad            | 10 086       | 27,87        | 18 122      | 46,94       |  |
|                | Christian Bernu         | PCF            | 8 136        | 22,49        | 1 475       | 3,82        |  |
|                | Yves Goëau-Brissonnière | SFIO           | 4 259        | 11,77        | Retrait     | Retrait     |  |
|                |                         |                |              |              |             |             |  |
| Inscrits       | Inscrits                | Inscrits       | 58 907       | 100,00       | 58 905      | 100,00      |  |
| Abstentions    | Abstentions             | Abstentions    | 21 177       | 35,95        | 18 662      | 31,68       |  |
| Votants        | Votants                 | Votants        | 37 730       | 64,05        | 40 243      | 68,32       |  |
| Blancs et nuls | Blancs et nuls          | Blancs et nuls | 1 546        | 4,1          | 1 633       | 4,06        |  |
| Exprimés       | Exprimés                | Exprimés       | 36 184       | 95,9         | 38 610      | 95,94       |  |

Le suppléant de Xavier Deniau était Henri Dabard, ancien directeur de société, maire de Briare.

### Élections de 1967
| Candidat       | Candidat                    | Parti          | Premier tour | Premier tour | Second tour | Second tour |  |
| Candidat       | Candidat                    | Parti          | Voix         | %            | Voix        | %           |  |
| -------------- | --------------------------- | -------------- | ------------ | ------------ | ----------- | ----------- |  |
|                | Xavier Deniau sortant réélu | UD-Ve          | 23 996       | 49,8         | 27 788      | 60,45       |  |
|                | Max Nublat                  | PCF            | 10 588       | 21,97        | 18 183      | 39,55       |  |
|                | Roger Chipot                | FGDS (CIR)     | 8 125        | 16,86        | Retrait     | Retrait     |  |
|                | Roger Sabatier              | CD (PDM)       | 5 474        | 11,36        |             |             |  |
|                |                             |                |              |              |             |             |  |
| Inscrits       | Inscrits                    | Inscrits       | 61 718       | 100,00       | 61 707      | 100,00      |  |
| Abstentions    | Abstentions                 | Abstentions    | 12 433       | 20,14        | 13 739      | 22,26       |  |
| Votants        | Votants                     | Votants        | 49 285       | 79,86        | 47 968      | 77,74       |  |
| Blancs et nuls | Blancs et nuls              | Blancs et nuls | 1 102        | 2,24         | 1 997       | 4,16        |  |
| Exprimés       | Exprimés                    | Exprimés       | 48 183       | 97,76        | 45 971      | 95,84       |  |

Le suppléant de Xavier Deniau était Fernand Collet, docteur vétérinaire à Montargis.

### Élections de 1968
|                | Xavier Deniau sortant réélu  | UDR (URP)      | 30 438 | 62,65  |  |  |  |
|                | Max Nublat                   | PCF            | 10 896 | 22,43  |  |  |  |
|                | Jean-Yves Goëau-Brissonnière | FGDS (SFIO)    | 5 051  | 10,4   |  |  |  |
|                | Camille Malinguaggi          | PSU            | 2 201  | 4,53   |  |  |  |
|                |                              |                |        |        |  |  |  |
| Inscrits       | Inscrits                     | Inscrits       | 61 412 | 100,00 |  |  |  |
| Abstentions    | Abstentions                  | Abstentions    | 11 857 | 19,31  |  |  |  |
| Votants        | Votants                      | Votants        | 49 555 | 80,69  |  |  |  |
| Blancs et nuls | Blancs et nuls               | Blancs et nuls | 969    | 1,96   |  |  |  |
| Exprimés       | Exprimés                     | Exprimés       | 48 586 | 98,04  |  |  |  |

Le suppléant de Xavier Deniau était Daniel Point, agriculteur, conseiller régional, conseiller général du canton d'Amilly, maire de Villemandeur.

### Élections de 1973
|                | Xavier Deniau sortant réélu | UDR (URP)      | 27 928 | 52,64  |  |  |  |
|                | Max Nublat                  | PCF            | 14 583 | 27,49  |  |  |  |
|                | Claude Dupont               | PS (UGSD)      | 8 010  | 15,1   |  |  |  |
|                | Christian Helleisen         | FN             | 1 683  | 3,17   |  |  |  |
|                | Jean Margier                | LCR            | 853    | 1,61   |  |  |  |
|                |                             |                |        |        |  |  |  |
| Inscrits       | Inscrits                    | Inscrits       | 65 421 | 100,00 |  |  |  |
| Abstentions    | Abstentions                 | Abstentions    | 10 989 | 16,8   |  |  |  |
| Votants        | Votants                     | Votants        | 54 432 | 83,2   |  |  |  |
| Blancs et nuls | Blancs et nuls              | Blancs et nuls | 1 375  | 2,53   |  |  |  |
| Exprimés       | Exprimés                    | Exprimés       | 53 057 | 97,47  |  |  |  |

Le suppléant de Xavier Deniau était Robert Figeat, entrepreneur électricien, conseiller municipal DVD de Montargis.

### Élections de 1978
| Candidat       | Candidat                    | Parti          | Premier tour | Premier tour | Second tour | Second tour |  |
| Candidat       | Candidat                    | Parti          | Voix         | %            | Voix        | %           |  |
| -------------- | --------------------------- | -------------- | ------------ | ------------ | ----------- | ----------- |  |
|                | Xavier Deniau sortant réélu | RPR            | 31 911       | 49,14        | 38 394      | 59,4        |  |
|                | Max Nublat                  | PCF            | 15 787       | 24,31        | 26 238      | 40,6        |  |
|                | Claude Dupont               | PS             | 11 204       | 17,25        | Retrait     | Retrait     |  |
|                | Gilbert Baumgartner         | Écologie 78    | 2 193        | 3,38         |             |             |  |
|                | Alain Bornet                | MDD            | 1 108        | 1,71         |             |             |  |
|                | Pierre Hamard               | Extrême droite | 948          | 1,46         |             |             |  |
|                | Pascale Juhel               | LO             | 911          | 1,4          |             |             |  |
|                | Michel Hournon              | LCR            | 444          | 0,68         |             |             |  |
|                | Ginette Lomon               | UGP            | 433          | 0,67         |             |             |  |
|                |                             |                |              |              |             |             |  |
| Inscrits       | Inscrits                    | Inscrits       | 77 225       | 100,00       | 76 725      | 100,00      |  |
| Abstentions    | Abstentions                 | Abstentions    | 11 096       | 14,37        | 10 098      | 13,16       |  |
| Votants        | Votants                     | Votants        | 66 129       | 85,63        | 66 627      | 86,84       |  |
| Blancs et nuls | Blancs et nuls              | Blancs et nuls | 1 190        | 1,8          | 1 995       | 2,99        |  |
| Exprimés       | Exprimés                    | Exprimés       | 64 939       | 98,2         | 64 632      | 97,01       |  |

Le suppléant de Xavier Deniau était Daniel Point.

### Élections de 1981
|                | Xavier Deniau sortant réélu | RPR (UNM)      | 30 895 | 52,46  |  |  |  |
|                | Claude Dupont               | PS             | 16 861 | 28,63  |  |  |  |
|                | Max Nublat                  | PCF            | 11 137 | 18,91  |  |  |  |
|                |                             |                |        |        |  |  |  |
| Inscrits       | Inscrits                    | Inscrits       | 80 876 | 100,00 |  |  |  |
| Abstentions    | Abstentions                 | Abstentions    | 21 215 | 26,23  |  |  |  |
| Votants        | Votants                     | Votants        | 59 661 | 73,77  |  |  |  |
| Blancs et nuls | Blancs et nuls              | Blancs et nuls | 768    | 1,29   |  |  |  |
| Exprimés       | Exprimés                    | Exprimés       | 58 893 | 98,71  |  |  |  |

Le suppléant de Xavier Deniau était Daniel Point.

### Élections de 1988
| Candidat       | Candidat                    | Parti          | Premier tour | Premier tour | Second tour | Second tour |  |
| Candidat       | Candidat                    | Parti          | Voix         | %            | Voix        | %           |  |
| -------------- | --------------------------- | -------------- | ------------ | ------------ | ----------- | ----------- |  |
|                | Xavier Deniau sortant réélu | RPR (URC)      | 27 390       | 48,57        | 33 584      | 59,49       |  |
|                | Philippe Girardy            | PS             | 15 456       | 27,41        | 22 871      | 40,51       |  |
|                | Max Nublat                  | PCF            | 8 437        | 14,96        |             |             |  |
|                | Maurice Etienne             | FN             | 5 112        | 9,06         |             |             |  |
|                |                             |                |              |              |             |             |  |
| Inscrits       | Inscrits                    | Inscrits       | 83 882       | 100,00       | 83 839      | 100,00      |  |
| Abstentions    | Abstentions                 | Abstentions    | 26 457       | 31,54        | 25 526      | 30,45       |  |
| Votants        | Votants                     | Votants        | 57 425       | 68,46        | 58 313      | 69,55       |  |
| Blancs et nuls | Blancs et nuls              | Blancs et nuls | 1 030        | 1,79         | 1 858       | 3,19        |  |
| Exprimés       | Exprimés                    | Exprimés       | 56 395       | 98,21        | 56 455      | 96,81       |  |

Le suppléant de Xavier Deniau était Daniel Point.

### Élections de 1993
| Candidat       | Candidat                    | Parti                | Premier tour | Premier tour | Second tour | Second tour |  |
| Candidat       | Candidat                    | Parti                | Voix         | %            | Voix        | %           |  |
| -------------- | --------------------------- | -------------------- | ------------ | ------------ | ----------- | ----------- |  |
|                | Xavier Deniau sortant réélu | RPR (UPF)            | 21 791       | 37,32        | 34 547      | 63,44       |  |
|                | Max Nublat                  | PCF                  | 8 566        | 14,67        | 19 910      | 36,56       |  |
|                | Maurice Etienne             | FN                   | 8 328        | 14,26        |             |             |  |
|                | Jean-Charles Paré           | diss. RPR            | 7 436        | 12,73        |             |             |  |
|                | Albert Mimoun               | Divers gauche (ADFP) | 5 877        | 10,06        |             |             |  |
|                | Jean-Luc Burgunder          | Les Verts (EÉ)       | 3 266        | 5,59         |             |             |  |
|                | Anne-Marie Ernst            | LT-LNÉ               | 1 356        | 2,32         |             |             |  |
|                | Annie Cassin                | LO                   | 1 115        | 1,91         |             |             |  |
|                | Christine Lander            | SÉGA                 | 656          | 1,12         |             |             |  |
|                |                             |                      |              |              |             |             |  |
| Inscrits       | Inscrits                    | Inscrits             | 85 624       | 100,00       | 85 605      | 100,00      |  |
| Abstentions    | Abstentions                 | Abstentions          | 24 387       | 28,48        | 26 459      | 30,91       |  |
| Votants        | Votants                     | Votants              | 61 237       | 71,52        | 59 146      | 69,09       |  |
| Blancs et nuls | Blancs et nuls              | Blancs et nuls       | 2 846        | 4,65         | 4 689       | 7,93        |  |
| Exprimés       | Exprimés                    | Exprimés             | 58 391       | 95,35        | 54 457      | 92,07       |  |

Le suppléant de Xavier Deniau était Daniel Point.

### Élections de 1997
| Candidat       | Candidat                    | Parti          | Premier tour | Premier tour | Second tour | Second tour |  |
| Candidat       | Candidat                    | Parti          | Voix         | %            | Voix        | %           |  |
| -------------- | --------------------------- | -------------- | ------------ | ------------ | ----------- | ----------- |  |
|                | Xavier Deniau sortant réélu | RPR            | 11 818       | 20,91        | 32 378      | 65,74       |  |
|                | Maurice Etienne             | FN             | 10 916       | 19,31        | 16 877      | 34,26       |  |
|                | François Bonneau            | PS             | 10 058       | 17,79        |             |             |  |
|                | Max Nublat                  | PCF            | 8 562        | 15,15        |             |             |  |
|                | Jean-Charles Paré           | diss. RPR      | 7 334        | 12,97        |             |             |  |
|                | Frédéric Bauche             | Divers droite  | 1 631        | 2,89         |             |             |  |
|                | Annie Cassin                | LO             | 1 578        | 2,79         |             |             |  |
|                | Muriel Mercadier-Girardin   | LDI (MPF)      | 1 370        | 2,42         |             |             |  |
|                | Martine Paudex              | GÉ             | 1 249        | 2,21         |             |             |  |
|                | Jean-Luc Burgunder          | Les Verts      | 1 222        | 2,16         |             |             |  |
|                | Thierry Lavoux              | MÉI            | 568          | 1            |             |             |  |
|                | Jacques-Éric Tazartes       | MDR            | 222          | 0,39         |             |             |  |
|                |                             |                |              |              |             |             |  |
| Inscrits       | Inscrits                    | Inscrits       | 86 196       | 100,00       | 86 179      | 100,00      |  |
| Abstentions    | Abstentions                 | Abstentions    | 26 799       | 31,09        | 27 193      | 31,55       |  |
| Votants        | Votants                     | Votants        | 59 397       | 68,91        | 58 986      | 68,45       |  |
| Blancs et nuls | Blancs et nuls              | Blancs et nuls | 2 869        | 4,83         | 9 731       | 16,5        |  |
| Exprimés       | Exprimés                    | Exprimés       | 56 528       | 95,17        | 49 255      | 83,5        |  |

Le suppléant de Xavier Deniau était son fils François-Xavier Deniau, conseiller des Affaires étrangères.

### Élections de 2002
| Candidat       | Candidat             | Parti          | Premier tour | Premier tour | Second tour | Second tour |  |
| Candidat       | Candidat             | Parti          | Voix         | %            | Voix        | %           |  |
| -------------- | -------------------- | -------------- | ------------ | ------------ | ----------- | ----------- |  |
|                | Jean-Pierre Door élu | UMP            | 25 126       | 44,77        | 31 640      | 63,3        |  |
|                | Liliane Berthelier   | PS             | 12 071       | 21,51        | 18 343      | 36,7        |  |
|                | Bernard Chauvet      | FN             | 8 929        | 15,91        |             |             |  |
|                | Jacques Reboul       | PCF            | 3 747        | 6,68         |             |             |  |
|                | Jean-Michel François | CPNT           | 1 873        | 3,34         |             |             |  |
|                | Maurice Étienne      | MNR            | 1 419        | 2,53         |             |             |  |
|                | Dominique Clergue    | LO             | 1 215        | 2,17         |             |             |  |
|                | Françoise Leclercq   | LCR            | 876          | 1,56         |             |             |  |
|                | Bernard Lhomme       | MPF            | 863          | 1,54         |             |             |  |
|                |                      |                |              |              |             |             |  |
| Inscrits       | Inscrits             | Inscrits       | 88 569       | 100,00       | 88 561      | 100,00      |  |
| Abstentions    | Abstentions          | Abstentions    | 31 197       | 35,22        | 36 198      | 40,87       |  |
| Votants        | Votants              | Votants        | 57 372       | 64,78        | 52 363      | 59,13       |  |
| Blancs et nuls | Blancs et nuls       | Blancs et nuls | 1 253        | 2,18         | 2 380       | 4,55        |  |
| Exprimés       | Exprimés             | Exprimés       | 56 119       | 97,82        | 49 983      | 95,45       |  |

Le suppléant de Jean-Pierre Door était Christian Bouleau, maire de Saint-Brisson-sur-Loire.

### Élections de 2007
|                | Jean-Pierre Door sortant réélu | UMP            | 28 469 | 51,14  |  |  |  |
|                | François Bonneau               | PS             | 11 974 | 21,51  |  |  |  |
|                | Bernard Chauvet                | FN             | 3 888  | 6,98   |  |  |  |
|                | Monique Bosset                 | UDF–MoDem      | 3 272  | 5,88   |  |  |  |
|                | Sylvie Vauvilliers             | PCF            | 2 312  | 4,15   |  |  |  |
|                | Franck Thiéblemont             | Les Verts      | 1 294  | 2,32   |  |  |  |
|                | Philippe Willeaume             | CPNT           | 845    | 1,52   |  |  |  |
|                | Raynaldo Ruiz                  | LCR            | 819    | 1,47   |  |  |  |
|                | Brigitte Haxaire               | MPF            | 662    | 1,19   |  |  |  |
|                | Dominique Clergue              | LO             | 617    | 1,11   |  |  |  |
|                | Georges Perilli                | LT-LNÉ         | 616    | 1,11   |  |  |  |
|                | Catherine de Metz              | DLR            | 459    | 0,82   |  |  |  |
|                | Anthony Lucien                 | MNR            | 439    | 0,79   |  |  |  |
|                |                                |                |        |        |  |  |  |
| Inscrits       | Inscrits                       | Inscrits       | 93 586 | 100,00 |  |  |  |
| Abstentions    | Abstentions                    | Abstentions    | 36 920 | 39,45  |  |  |  |
| Votants        | Votants                        | Votants        | 56 666 | 60,55  |  |  |  |
| Blancs et nuls | Blancs et nuls                 | Blancs et nuls | 1 000  | 1,76   |  |  |  |
| Exprimés       | Exprimés                       | Exprimés       | 55 666 | 98,24  |  |  |  |

### Élections de 2012
| Candidat       | Candidat                       | Parti              | Premier tour | Premier tour | Second tour | Second tour |  |
| Candidat       | Candidat                       | Parti              | Voix         | %            | Voix        | %           |  |
| -------------- | ------------------------------ | ------------------ | ------------ | ------------ | ----------- | ----------- |  |
|                | Jean-Pierre Door sortant réélu | UMP                | 16 824       | 38,54        | 23 478      | 57,81       |  |
|                | Jalila Gaboret                 | Divers gauche (PS) | 11 107       | 25,44        | 17 133      | 42,19       |  |
|                | Bernard Chauvet                | RBM (FN)           | 9 083        | 20,81        |             |             |  |
|                | Franck Demaumont               | FG (PCF)           | 4 477        | 10,26        |             |             |  |
|                | Chantal Ballin                 | AÉI                | 602          | 1,38         |             |             |  |
|                | Marie-Hélène Pfister           | DLR                | 586          | 1,34         |             |             |  |
|                | Alphonse Proffit               | Divers             | 435          | 1,00         |             |             |  |
|                | Dominique Clergue              | LO                 | 303          | 0,69         |             |             |  |
|                | Cécile Hoarau                  | NPA                | 238          | 0,55         |             |             |  |
|                |                                |                    |              |              |             |             |  |
| Inscrits       | Inscrits                       | Inscrits           | 75 011       | 100,00       | 75 006      | 100,00      |  |
| Abstentions    | Abstentions                    | Abstentions        | 30 688       | 40,91        | 32 717      | 43,62       |  |
| Votants        | Votants                        | Votants            | 44 323       | 59,09        | 42 289      | 56,38       |  |
| Blancs et nuls | Blancs et nuls                 | Blancs et nuls     | 668          | 1,51         | 1 678       | 3,97        |  |
| Exprimés       | Exprimés                       | Exprimés           | 43 655       | 98,49        | 40 611      | 96,03       |  |

### Élections de 2017
|                                                                         |                                                                                           |                           |                           |                          |                          |
|                                                                         |                                                                                           | Premier tour 11 juin 2017 | Premier tour 11 juin 2017 | Second tour 18 juin 2017 | Second tour 18 juin 2017 |
|                                                                         |                                                                                           |                           |                           |                          |                          |
|                                                                         |                                                                                           | Nombre                    | % des inscrits            | Nombre                   | % des inscrits           |
| Inscrits                                                                | Inscrits                                                                                  | 74 647                    | 100,00                    | 74 643                   | 100,00                   |
| Abstentions                                                             | Abstentions                                                                               | 38 100                    | 51,04                     | 42 269                   | 56,63                    |
| Votants                                                                 | Votants                                                                                   | 36 547                    | 48,96                     | 32 374                   | 43,37                    |
|                                                                         |                                                                                           |                           | % des votants             |                          | % des votants            |
| Bulletins blancs                                                        | Bulletins blancs                                                                          | 551                       | 1,51                      | 2 316                    | 7,15                     |
| Bulletins nuls                                                          | Bulletins nuls                                                                            | 226                       | 0,62                      | 944                      | 2,92                     |
| Suffrages exprimés                                                      | Suffrages exprimés                                                                        | 35 770                    | 97,87                     | 29 114                   | 89,93                    |
|                                                                         |                                                                                           |                           |                           |                          |                          |
| Candidat Étiquette politique (partis et alliances)                      | Candidat Étiquette politique (partis et alliances)                                        | Voix                      | % des exprimés            | Voix                     | % des exprimés           |
|                                                                         |                                                                                           |                           |                           |                          |                          |
|                                                                         | Mélusine Harlé La République en marche                                                    | 10 215                    | 28,56                     | 14 553                   | 49,99                    |
|                                                                         | Jean-Pierre Door (député sortant) Les Républicains (Union des démocrates et indépendants) | 8 507                     | 23,78                     | 14 561                   | 50,01                    |
|                                                                         | Ludovic Marchetti Front national                                                          | 7 434                     | 20,78                     |                          |                          |
|                                                                         | Franck Demaumont Parti communiste français                                                | 4 148                     | 11,60                     |                          |                          |
|                                                                         | Jalila Gaboret Parti socialiste                                                           | 1 961                     | 5,48                      |                          |                          |
|                                                                         | Luc Bucheton Debout la France                                                             | 1 075                     | 3,01                      |                          |                          |
|                                                                         | Alphonse Proffit Engagement citoyen pour le Montargois                                    | 849                       | 2,37                      |                          |                          |
|                                                                         | Massila Salemkour Europe Écologie Les Verts                                               | 813                       | 2,27                      |                          |                          |
|                                                                         | Dominique Clergue Lutte ouvrière                                                          | 343                       | 0,96                      |                          |                          |
|                                                                         | Zoé Baron Union populaire républicaine                                                    | 234                       | 0,65                      |                          |                          |
|                                                                         | Christine Rochoux Divers droite                                                           | 191                       | 0,53                      |                          |                          |
| Source : Ministère de l'Intérieur - Quatrième circonscription du Loiret |                                                                                           |                           |                           |                          |                          |

### Élection partielle de 2018
Le Conseil constitutionnel a constaté que dans la commune de Préfontaines, lors du second tour, le nombre de signatures sur la liste d'émargement était inférieur au nombre de bulletins. De plus, Jean-Pierre Door, maire de Montargis, et Fabrice Bouscal, l'un de des conseillers municipaux, ont publié des photos sur leurs murs Facebook le 18 juin 2018, jour du second tour. En conséquence, vu le faible écart de voix entre les deux candidats du second tour (seulement 7 voix d'écart), le Conseil constitutionnel a décidé d'annuler l'élection dans cette circonscription.
Le scrutin a eu lieu le 18 mars 2018 pour le premier tour et le 25 mars 2018 pour le second tour.
| |  |                                                                                   |
| Résultats du premier tour par commune en 2017 - Harlé (LREM) - Door (LR) - Marchetti (FN) - Demaumont (PCF) |  | Résultats du premier tour par commune en 2018 Door (LR)Harlé (LREM)Marchetti (FN) |

| Candidat         | Candidat             | Parti                        | Premier tour | Premier tour | Premier tour | Second tour | Second tour | Second tour |
| Candidat         | Candidat             | Parti                        | Voix         | %            | +/- 2017     | Voix        | %           | +/- 2017    |
| ---------------- | -------------------- | ---------------------------- | ------------ | ------------ | ------------ | ----------- | ----------- | ----------- |
|                  | Jean-Pierre Door*    | LR (UDI)                     | 8 330        | 38,20        | 14,42        | 12 632      | 67,08       | 17,07       |
|                  | Mélusine Harlé       | LREM                         | 4 406        | 20,20        | 8,36         | 6 199       | 32,92       | 17,07       |
|                  | Ludovic Marchetti    | FN                           | 3 026        | 13,88        | 6,90         |             |             |             |
|                  | Jalila Gaboret       | PS                           | 1 450        | 6,65         | 1,17         |             |             |             |
|                  | Bruno Nottin         | PCF (EÉLV - Génération.s)    | 1 300        | 5,96         | 7,91         |             |             |             |
|                  | Luc Bucheton         | DLF (PCD - CNIP)             | 1 140        | 5,23         | 2,22         |             |             |             |
|                  | Jérôme Schmitt       | FI                           | 1 081        | 4,96         | Nouv.        |             |             |             |
|                  | Joël-Pierre Chevreux | MHAN (Le Trèfle - MEI - AEI) | 427          | 1,96         | Nouv.        |             |             |             |
|                  | Dominique Clergue    | LO                           | 349          | 1,60         | 0,64         |             |             |             |
|                  | Laurent Chaillou     | UPR                          | 177          | 0,81         | 0,16         |             |             |             |
|                  | Nicolas Rousseaux    | Force nationale              | 93           | 0,43         | Nouv.        |             |             |             |
|                  | Frédéric Chaouat     | La Sagesse Politique         | 29           | 0,13         | Nouv.        |             |             |             |
|                  |                      |                              |              |              |              |             |             |             |
| Inscrits         | Inscrits             | Inscrits                     | 74 063       | 100,00       |              | 74 054      | 100,00      |             |
| Abstentions      | Abstentions          | Abstentions                  | 51 074       | 69,64        | 52 866       | 71,39       |             |             |
| Votants          | Votants              | Votants                      | 22 489       | 30,36        | 21 188       | 28,61       |             |             |
| Blancs           | Blancs               | Blancs                       | 442          | 1,97         | 1 492        | 7,04        |             |             |
| Nuls             | Nuls                 | Nuls                         | 239          | 1,06         | 965          | 4,55        |             |             |
| Exprimés         | Exprimés             | Exprimés                     | 21 808       | 96,97        | 18 831       | 88,88       |             |             |
| * député sortant |                      |                              |              |              |              |             |             |             |

### Élections de 2022
Les élections législatives françaises de 2022 se déroulent les dimanches 12 et 19 juin 2022.
| Résultats des élections législatives des 12 et 19 juin 2022 de la 4e circonscription du Loiret |                                |                          |                          |              |              |             |             |
| Candidat                                                                                       | Candidat                       | Parti et coalition       | Nuance                   | Premier tour | Premier tour | Second tour | Second tour |
| Candidat                                                                                       | Candidat                       | Parti et coalition       | Nuance                   | Voix         | %            | Voix        | %           |
|                                                                                                | Thomas Ménagé                  | RN                       | RN                       | 10 986       | 31,45        | 19 087      | 63,36       |
|                                                                                                | Bruno Nottin                   | PCF (NUPES)              | NUP                      | 6 789        | 19,43        | 11 037      | 36,64       |
|                                                                                                | Jean-Michel Blanquer           | LREM (ENS)               | ENS                      | 6 600        | 18,89        |             |             |
|                                                                                                | Ariel Lévy                     | LR (UDC)                 | LR                       | 5 008        | 14,34        |             |             |
|                                                                                                | Philippe Moreau                | LMR                      | DVD                      | 1 707        | 4,89         |             |             |
|                                                                                                | Olivier Rohaut                 | CRIC                     | DIV                      | 1 178        | 3,37         |             |             |
|                                                                                                | Alexandre Cuignache            | REC                      | REC                      | 1 166        | 3,34         |             |             |
|                                                                                                | Romain d'Isoard de Chenerilles | PA                       | ECO                      | 652          | 1,87         |             |             |
|                                                                                                | Sylvie Lechevalier             | LP (UPF)                 | DSV                      | 427          | 1,22         |             |             |
|                                                                                                | Dominique Clergue              | LO                       | DXG                      | 421          | 1,21         |             |             |
| Votes valides                                                                                  | Votes valides                  | Votes valides            | Votes valides            | 34 934       | 97,71        | 30 124      | 87,40       |
| Votes blancs                                                                                   | Votes blancs                   | Votes blancs             | Votes blancs             | 586          | 1,64         | 3 214       | 9,33        |
| Votes nuls                                                                                     | Votes nuls                     | Votes nuls               | Votes nuls               | 233          | 0,65         | 1 127       | 3,27        |
| Total                                                                                          | Total                          | Total                    | Total                    | 35 753       | 100          | 34 465      | 100         |
| Abstention                                                                                     | Abstention                     | Abstention               | Abstention               | 39 061       | 52,21        | 40 370      | 53,95       |
| Inscrits / participation                                                                       | Inscrits / participation       | Inscrits / participation | Inscrits / participation | 74 814       | 47,79        | 74 835      | 46,05       |

Le recours de Jean-Michel Blanquer contre les résultats de l'élection est rejeté par le conseil constitutionnel en janvier 2023,.

### Élections de 2024
| Candidat                 | Candidat                 | Parti et coalition       | Nuance                   | Premier tour | Premier tour | Second tour | Second tour |
| Candidat                 | Candidat                 | Parti et coalition       | Nuance                   | Voix         | %            | Voix        | %           |
| ------------------------ | ------------------------ | ------------------------ | ------------------------ | ------------ | ------------ | ----------- | ----------- |
|                          | Thomas Ménagé            | RN                       | RN                       | 23 231       | 49,65        |             |             |
|                          | Bruno Nottin             | PCF (NFP)                | UG                       | 9 889        | 21,14        |             |             |
|                          | Mélusine Harlé           | RE (ENS)                 | ENS                      | 7 029        | 15,02        |             |             |
|                          | Ariel Lévy               | LR                       | LR                       | 5 537        | 11,83        |             |             |
|                          | Dominique Clergue        | LO                       | EXG                      | 551          | 1,18         |             |             |
|                          | Georges Loubert          | REC                      | REC                      | 535          | 1,14         |             |             |
|                          | Françoise Roche          | DIV                      | DIV                      | 13           | 0,03         |             |             |
|                          |                          |                          |                          |              |              |             |             |
| Suffrages exprimés       | Suffrages exprimés       | Suffrages exprimés       | Suffrages exprimés       | 46 785       | 97,38        |             |             |
| Votes blancs             | Votes blancs             | Votes blancs             | Votes blancs             | 956          | 1,99         |             |             |
| Votes nuls               | Votes nuls               | Votes nuls               | Votes nuls               | 304          | 0,63         |             |             |
| Total                    | Total                    | Total                    | Total                    | 48 045       | 100          |             | 100         |
| Abstention               | Abstention               | Abstention               | Abstention               | 26 061       | 35,17        |             |             |
| Inscrits / participation | Inscrits / participation | Inscrits / participation | Inscrits / participation | 74 106       | 64,83        |             |             |